# Schoorsteensachembij
De schoorsteensachembij of schoorsteensachem (Anthophora plagiata) is een vliesvleugelig insect uit de familie bijen en hommels (Apidae). De wetenschappelijke naam van de soort is voor het eerst geldig gepubliceerd in 1806 door Johann Karl Wilhelm Illiger.
De bij kwam vroeger voor in Nederland maar is hier al lange tijd niet meer gezien, mogelijk vanwege het ontbreken van geschikte nestplaatsen. De bij maakt nesten in leem, onder andere in muren van gebouwen. in Nederland en is alleen in Limburg aangetroffen. De schoorsteensachembij staat op de rode lijst bijen en heeft de status 'verdwenen in Nederland'.